# 日本製鉄九州大分硬式野球部
日本製鉄九州大分硬式野球部（にっぽんせいてつきゅうしゅうおおいたこうしきやきゅうぶ）は、大分県大分市に本拠地を置き、日本野球連盟に加盟する社会人野球の企業チームである。

## 概要
新日本製鐵の大分製鉄所で『新日本製鐵大分硬式野球部』として1971年に創設。都市対抗野球大会に5回、社会人野球日本選手権大会に2回出場するなど、大分県のみならず九州でも実力を有するチームだったが、1997年に新日本製鐵のスポーツ支援方針の見直しによって翌1998年からクラブ登録に変更し、チーム名も「新日本製鐵」の看板を外し、『大分硬式野球倶楽部』に改称、後に『大分ハーキュリーズ』に改称した（「ハーキュリーズ（Hercules）」はヘラクレスの英訳）。クラブチーム化後も新日鐵大分時代の球場を利用する等の便宜を受けていたが、徐々に新日鐵からの支援が受けられなくなり、2003年のシーズン限りでの解散が決定し、日本野球連盟へも解散届が提出され廃部となった。
その後、新日鐵からの支援を受けなくてもチームを残したいとする有志の動きが活発化し、2004年3月に新日鐵とは無関係ながらチーム名に「新日鐵」の名前を冠し、『新日鐵大分硬式野球同好会』として日本野球連盟にクラブ登録された。チームはその後短期間で急速に力をつけ、2006年に結成3年目で全日本クラブ野球選手権大会に初出場を果たし、同年を含めた6年間で4回クラブ選手権大会に出場して九州のクラブチームでトップの実力を有するまでになった。
2008年3月21日付けで、チーム名を『新日鐵大分ベースボールクラブ』に改称。
2012年10月、新日本製鐵と住友金属工業が合併し新日鐵住金が発足し、これに伴いチーム名を『新日鐵住金大分クラブ』に改称した。また、同年からクラブチームではあるが全日本クラブ野球選手権大会への出場権を放棄し、社会人野球日本選手権大会の予選へ出場するようになった。
2014年6月13日付けで、クラブ登録のまま『新日鐵住金大分硬式野球部』へと変更した。
2019年4月、新日鐵住金の日本製鉄への商号変更に伴い、チーム名を『日本製鉄大分硬式野球部』に改称した。
2020年1月、登録種別をクラブチームから企業チームへと変更した。またこれに伴い、チーム経歴は旧・新日鉄大分から大分ハーキュリーズ時代のものも併せて引き継ぐこととなった。
2023年1月、チーム名を『日本製鉄九州大分硬式野球部』に改称した。

## 設立・沿革
- 1971年 - 新日本製鐵の大分製鉄所で『新日本製鐵大分』として創部。
- 1979年 - 都市対抗野球に初出場（2回戦敗退）。
- 1989年 - 日本選手権に初出場（初戦敗退）。
- 1998年 - 企業チームからクラブチームへと登録種別を変更し、チーム名を『大分硬式野球倶楽部』に改称。
- 2001年 - チーム名を『大分ハーキュリーズ』に改称。
- 2003年 - シーズン終了後に廃部。
- 2004年 - クラブチームの『新日鐵大分硬式野球同好会』として再度創部。
- 2006年 - クラブ野球選手権初出場（4強）。
- 2008年 - チーム名を『新日鐵大分ベースボールクラブ』に改称。
- 2011年 - クラブ野球選手権で準優勝。
- 2012年 - 支援母体の合併に伴い、チーム名を『新日鐵住金大分クラブ』に改称。
- 2014年 - チーム名を『新日鐵住金大分』に改称。
- 2019年 - チーム名を『日本製鉄大分』に改称。
- 2020年 - クラブチームから企業チームへと登録種別を変更。
- 2023年 - チーム名を『日本製鉄九州大分』に改称。

## 主要大会の出場歴・最高成績
- 都市対抗野球大会：出場5回、8強1回（1984年）
- 社会人野球日本選手権大会：出場2回
- JABA九州大会 - 優勝1回（1981年）
- JABA高砂市長杯争奪大会：優勝1回（1994年）
- 全日本クラブ野球選手権大会 - 出場4回（クラブチーム登録時代）、準優勝1回（2011年）

## 主な出身プロ野球選手
- 日野善朗（内野手） - 1984年ドラフト2位で横浜大洋ホエールズに入団
- 山下和彦（捕手） - 1984年ドラフト4位で近鉄バファローズに入団
- 岩崎久則（投手） - 1990年ドラフト4位でオリックス・ブルーウェーブに入団
- 加藤英樹（内野手） - 1990年ドラフト外で福岡ダイエーホークスに入団
- 本田明浩（捕手） - 1991年ドラフト6位で福岡ダイエーホークスに入団
- 竹下慎太郎（投手） - 2000年ドラフト8位で横浜ベイスターズに入団

## 元プロ野球選手の競技者登録
- 川口容資（元：読売ジャイアンツ、福岡ソフトバンクホークス） - 投手（2011年 - ?） → 退団